# Groupe de la crichtonite
Le groupe de la crichtonite est un groupe de minéraux isostructuraux, dont l'un des membres est la crichtonite. Ce sont des titanates de différents métaux, dont la formule chimique peut s'écrire ADE2G6Ti12O38. Les sites A, D, E et G peuvent être occupés par différents éléments :
- A = Pb, Ca, Sr, Ba, Na, REE ;
- D = U, Y, HREE, Fe, Mn, Zr, Ca ;
- E = Mg, FeII, FeIII, Zn ;
- G = FeIII, Cr, V, Nb, Zr.

La crichtonite, de couleur noire et d'éclat métallique, a été découverte par le comte Jacques Louis de Bournon en 1788 dans des  roches provenant de Saint-Christophe-en-Oisans, en Isère (région Auvergne-Rhône-Alpes, France). Il l'a décrite en 1813 et lui a donné le nom de « craitonite » en l'honneur d'Alexander Crichton (1763-1856), un médecin écossais collectionneur de minéraux qui lui avait procuré les échantillons. L'orthographe du nom était une tentative de faciliter la prononciation pour les lecteurs français, mais l'orthographe correcte « crichtonite » a été employée peu après, et généralisée.

## Membres du groupe
| Minéral            | Symbole | Formule chimique                                            | Éponyme                                                         |
| ------------------ | ------- | ----------------------------------------------------------- | --------------------------------------------------------------- |
| Almeidaïte         | Amd     | PbZn2(Mn,Y)(Ti,FeIII)18O37(OH,O)                            | Fernando Flávio Marques de Almeida                              |
| Botuobinskite      | Btb     | SrFeIIMg2CrIII6TiIV12O36(OH)2                               | Expédition géologique Botuobinsk                                |
| Cleusonite         | Ceu     | (Pb,Sr)(UIV,UVI)(FeII,Zn)2(Ti,FeII,FeIII)18(O,OH)38         | Lac de Cleuson (en) (Suisse)                                    |
| Crichtonite        | Cic     | Sr(Mn,Y,U)Fe2(Ti,Fe,Cr,V)18(O,OH)38                         | Alexander Crichton                                              |
| Davidite-(Ce)      | Dvd-Ce  | Ce(Y,U)Fe2(Ti,Fe,Cr,V)18(O,OH,F)38                          | Edgeworth David                                                 |
| Davidite-(La)      | Dvd-La  | La(Y,U)Fe2(Ti,Fe,Cr,V)18(O,OH,F)38                          | Edgeworth David                                                 |
| Davidite-(Y)       | Dvd-Y   | (La,Ce,Na,Ca,Pb)(Y,FeII,◻)(FeII,MnII)2(Ti,FeIII,Nb,Zr)18O38 | Edgeworth David                                                 |
| Dessauite-(Y)      | Dss-Y   | (Sr,Pb)(Y,U)(Ti,FeIII)20O38                                 | Gabor Dessau (de)                                               |
| Gramaccioliite-(Y) | Gmc-Y   | (Pb,Sr)(Y,Mn)FeIII2(Ti,FeIII)18O38                          | Carlo Maria Gramaccioli (it)                                    |
| Haitaite-(La)      | Hti-La  | LaUIVFeIII2(Ti13FeII4FeIII)O38                              | Haita (Sichuan, Chine)                                          |
| Landauite          | Lda     | NaMnZn2(Ti,Fe)6Ti12O38                                      | Lev Landau                                                      |
| Lindsleyite        | Ldy     | (Ba,Sr)(Zr,Ca)(Fe,Mg)2(Ti,Cr,Fe)18O38                       | Donald H. Lindsley (de)                                         |
| Loveringite,       | Lvg     | (Ca,Ce,La)(Zr,Fe)(Mg,Fe)2(Ti,Fe,Cr,Al)18O38                 | John Francis Lovering (en)                                      |
| Mapiquiroïte       | Mpq     | (Sr,Pb)(U,Y)Fe2(Ti,FeIII,CrIII)18O38                        | Riccardo Mazzanti, Luigi Pierotti, Ugo Quilici et Moreno Romani |
| Mathiasite         | Mts     | (Mg,Cr,Fe,Ca,K)2(Ti,Zr,Cr,Fe)5O12                           | Frances Celia Mathias                                           |
| Mianningite        | Min     | (◻,Pb,Ce,Na)(UIV,Mn,UVI)FeIII2(Ti,FeIII)18O38               | Xian de Mianning (Sichuan, Chine)                               |
| Mirnyite           | Mny     | SrZrIVMg2(CrIII6TiIV12)O38                                  | Mirny (république de Sakha, Russie)                             |
| Paseroïte          | Psr     | PbMnII(MnII,FeIII)2(VV,Ti,◻)18O38                           | Marco Pasero                                                    |
| Saranovskite       | Svs     | SrCaFeII2(Cr4Ti2)Ti12O38                                    | Mine de Sarany (en) (kraï de Perm, Russie)                      |
| Senaïte            | Sna     | Pb(Mn,Y,U)(Fe,Zn)2(Ti,Fe,Cr,V)18(O,OH)38                    | Joaquim Cândido da Costa Sena (pt)                              |

Plusieurs de ces espèces sont légèrement radioactives du fait de la présence d'uranium.